# 아와시마우라촌
아와시마우라촌(일본어: 粟島浦村)은 일본 니가타현 이와후네군의 촌이다. 동해에 떠있는 아와시마섬의 유일한 자치체이다.

## 지리
중심부의 우치우라와섬 반대쪽에 있는 가마야의 두 개의 취락으로 이루어져 있다. 민박이 많아 여름에는 해수욕객들로 번창한다. 지질학적으로는 융기가 활발한 섬이며 섬 북부에는 해안 단구가 발달해 있다. 1964년 6월 16일에 발생한 니가타 지진의 진원에 가까워 섬내에서 융기가 발생했다.
겨울의 아와시마섬은 대륙에서 남하하는 한파에 노출되고 바다가 거칠어진다. 그 때문에 심할 때는 일주일 동안이나 배가 결항해 우편 등의 화물과 신문을 받아볼 수 없게 된다. 또 우치우라와 가마야의 겨울 기후는 조금 다르다. 우치우라는 일본 본토와 접하고 있어 마을 뒷산이 대륙에서 불어 오는 강풍을 막아 주기 때문에 바람이 약하고 바다는 온화하지만 반대로 가마야는 강풍을 직접 받기 때문에 겨울에는 고기잡이를 할 수 없다. 가마야에서는 높이 수미터의 옹벽을 큰 파도가 가볍게 넘는다.

## 역사
조몬 시대의 토기가 출토되고 있으며, 예전에는 에조가 살고 있었다고 여겨진다. 에도 시대에는 무라카미번과 쇼나이번령, 막부령에 속했다. 또 산업 면에서는 기타마에선의 기항지로 번창했다.
- 1889년 - 정촌제 시행에 따라 지방자치단체로서의 니가타현 이와후네군 아와시마우라가 성립하였다.
- 1909년 - 아와시마우라촌으로 개칭하였다.

## 같이 보기
- 아와시마섬 (니가타현)